# Sepphoris
Sepphoris (hébreu : ציפורי, Tsipori ; grec : Σέπφωρις, Sépforis ; arabe : صفورية, Ṣaffūrīya) est une ville antique de Galilée, située au nord de Nazareth. Cette ville est très importante pendant la période du Second Temple et la période romaine. Au moment où éclate la Grande révolte juive de 66 - 73, Tsipori est capitale de la Galilée. La ville a peu à peu décliné durant les siècles suivants.
Tsipori a été l'objet de nombreuses campagnes de fouilles archéologiques, qui enrichissent les études bibliques. Elles révèlent divers aspects de la vie politique, militaire, sociale et culturelle des Juifs et des autres populations de Palestine à l'époque de la rédaction de la Bible. Elle éclaire notamment de nombreux aspects de la situation sociale, religieuse et politique pendant la vie de Jésus de Nazareth, ce qui explique qu'une route de pèlerinage, le chemin de Jésus, passe par Tsipori.

## Toponymie

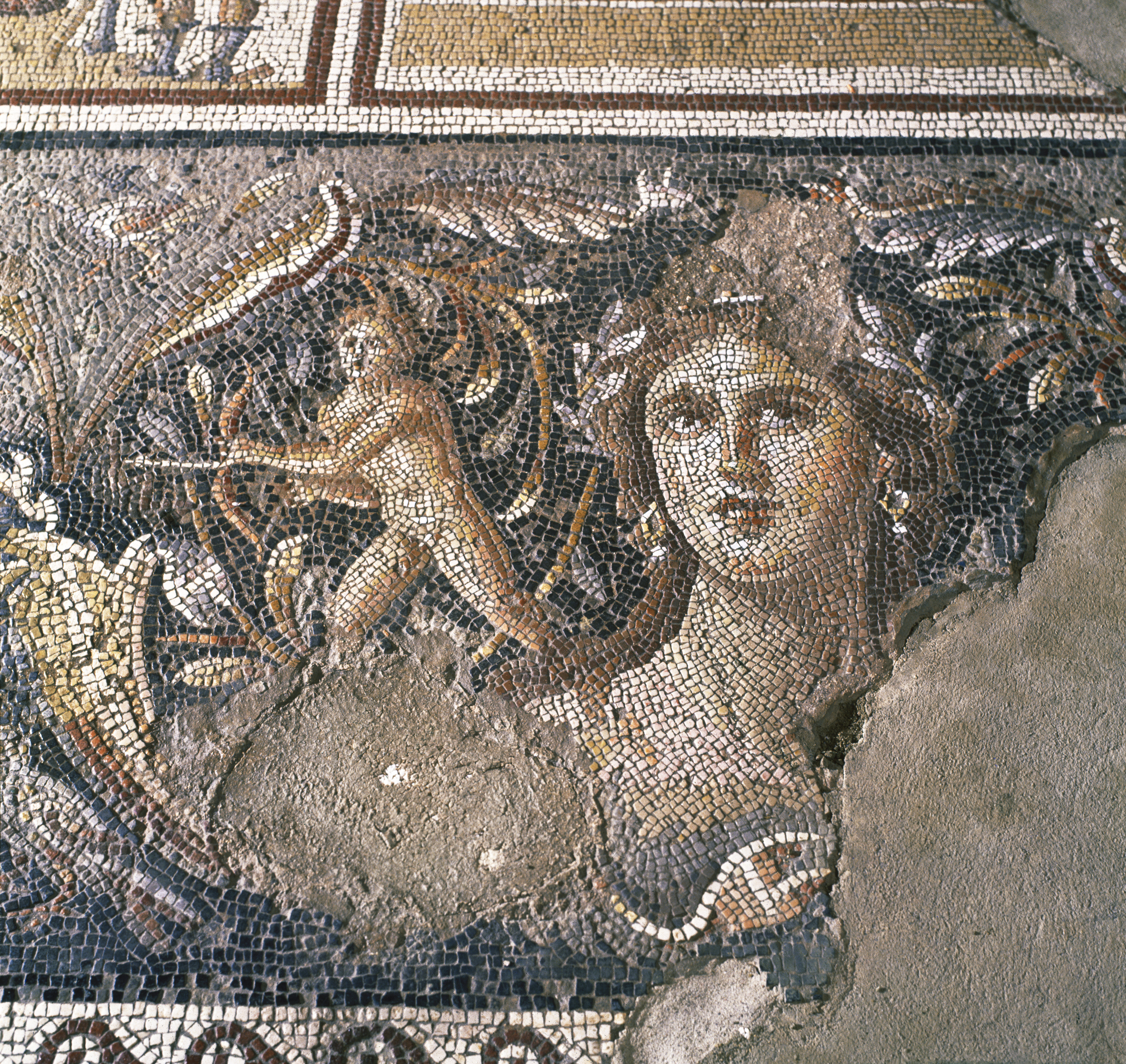
Mosaïque de Tsipori, baptisée « la Vénus » ou « la Mona Lisa de Galilée » : un des 17 panneaux de la « maison de Dionysos » découverte en 1989.

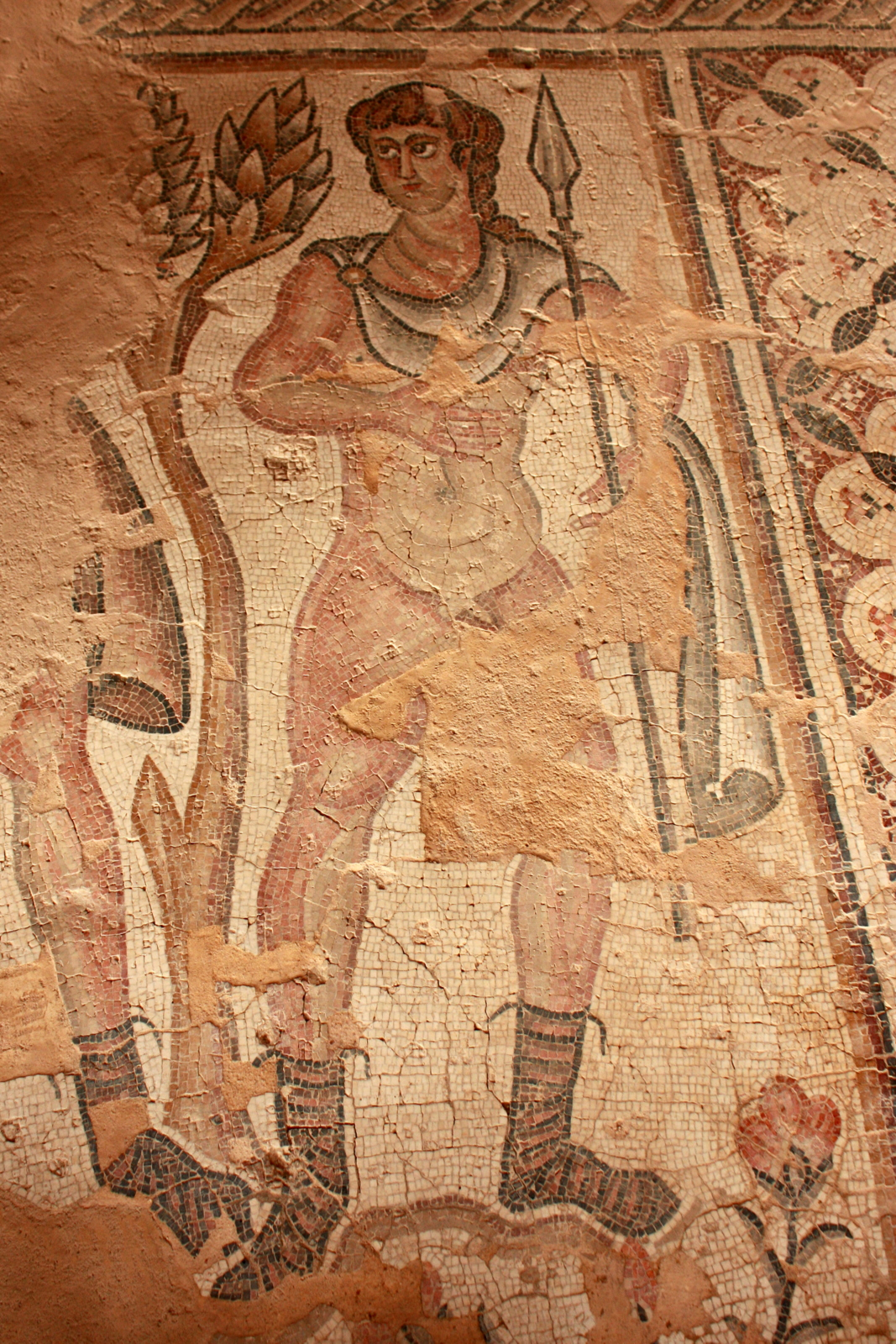
Mosaïque de la maison de la fête du Nil, représentant un chasseur avec sa lance.

Une étymologie populaire tirée du Talmud relie le nom de la ville Tsipori au mot hébreu צפור « oiseau » (tzipor), parce qu'elle est assise sur une colline, tel un oiseau en vigie dominant la vallée de Beit Netofa. Ce n'est probablement pas le sens réel de son nom, la racine hébraïque צפר ayant plusieurs significations. Dans le cas de Tsipori, la signification semble plutôt être un terme générique désignant une région.

## Histoire
Les fouilles archéologiques montrent que le site est occupé dès l'âge du fer.
Il semble prendre de l'importance à partir des périodes perse et hellénistique, notamment sous la dynastie séleucide, dont les rois Antiochos III ou IV y édifient une forteresse. Tsipori n'apparaît ni dans la Bible hébraïque ni dans la Bible chrétienne. Cette absence peut s'expliquer, comme le rappelle Flavius Josèphe dans ses Antiquités juives, par l'hostilité des Juifs « orthodoxes » à l'encontre des villes jugées trop hellénisées ou romanisées, où la foi judaïque est peu fervente. Durant son ministère public, Jésus a peut-être évité cette ville, d'autant qu'il fuit généralement les grandes agglomérations. Flavius Josèphe mentionne Tsipori pour la première fois sous le règne d'Alexandre Jannée et la considère comme la « perle de la Galilée ». Elle est alors assiégée par Ptolémée IX Lathyre, pourtant elle est l'une des rares cités de Galilée capable de résiter à l'invasion égyptienne. La ville fait figure de capitale de la Galilée, notamment après l'intervention en Judée du gouverneur de Syrie Aulus Gabinius, vers 55-54 av. J.C.. Après la mort d'Hérode le Grand en 4 av. J.C., elle est le siège de la révolte menée par Judas le Galiléen. Elle est assiégée et brûlée par le général romain Varus, puis à nouveau détruite par le nabatéen Arétas IV.
Hérode Antipas refonde la ville sous le nom d’Autocratoris. Il en fait le siège royal de sa tétrarchie, au point qu'elle est connue dans toute la Palestine comme le « joyau de la Galilée » selon Flavius Josèphe. Au Ier siècle, plusieurs familles juives de prêtres y sont établies. Si l'on tient compte de la seule population juive, quatre villes comptent à cette époque : « Jérusalem, Joppé, Sepphoris et Tibériade, laquelle, à partir de l'an 20, rivalise avec Sepphoris comme capitale de la Galilée ». La ville bénéficie du statut de cité à partir de 67-68 sous le nom d’Irénopolis. Vers 120, l'empereur romain Hadrien la renomme Diocésarée. Il y fait construire un Capitole et un temple de la Tyché. D'autres temples sont attestés sous Antonin le Pieux. Les Juifs y sont sans doute majoritaires. Au IIe siècle, c'est le lieu de résidence habituel de rabbi Juda Hanassi, le compilateur de la Mishna. Du Ve siècle au VIIe siècle, la ville est entièrement reconstruite après le séisme en 363. Tsipori reste une ville florissante, dans laquelle cohabitent juifs et chrétiens, ces derniers y ayant établi le siège d'un évêché.
À partir de la conquête arabe, la ville, appelée Saffuriya, décline mais reste un site stratégique, car l'acropole domine la vallée de Beit Nétofa, si bien que les Croisés transforment la cité en place forte « latine », comme en témoigne la construction d'une tour d'observation (reconstruite par le sultan Dahir al-Umar au XVIIIe siècle, elle est actuellement un musée). Ils y édifient également au XIIe siècle une église dédiée à sainte Anne, les fouilles entreprises en 1908 par le franciscain Prosper Viaud mettant au jour cette église qui ne fut jamais terminée.
Le déclin se confirme les siècles suivants : à la fin du XIXe siècle, la ville ne compte plus que 2 500 habitants. Mais elle garde une certaine prospérité grâce à son économie agricole et à son riche passé, mis au jour par le travail des archéologues, passé qui attire les touristes. Lors de la guerre israélo-arabe de 1948-1949, les troupes israéliennes occupent le sud de la Galilée et expulsent les Arabes de ce village palestinien au cours de l'opération Dekel. Les autorités israéliennes, grâce au Fonds national juif, plantent une forêt de pins sur les ruines des maisons arabes afin d'empêcher tout retour et de mettre en valeur le site archéologique, ce qui aboutit à la création du parc national de Zippori, qui s'étend sur 16 km2 et qui a ouvert au public le 15 octobre 1992. Dans le même projet, elles font remplacer les vergers vivriers de grenadiers et oliviers par des cultures de fourrage pour les élevages israéliens.
Les fouilles archéologiques menées par des équipes de chercheurs américano-israéliennes à partir de 1984 mettent au jour les vestiges de la ville à l'époque romaine : rues rectilignes pavées, bordées de colonnes et distribuées le long d'un cardo et d'un decumanus dans la ville basse ; tracés d'échoppes, de maisons juives (équipées de bains, interprétés de manière controversée par certains chercheurs comme des mikvaot), de villas romaines et de bâtiments à étages, desquels les archéologues ont dégagé une quarantaine de pavements de mosaïques gréco-romaines (deux pièces exceptionnelles attirent l'attention des touristes : médaillon d'une femme baptisée la « Mona Lisa de Galilée », dans la « maison de Dionysos » détruite par un séisme en 363, et mosaïques polychromes, figuratives et géométriques pavant entièrement la maison dite de la fête du Nil) ; un théâtre de style grec sur le versant nord de l'acropole ; quatre aqueducs alimentant un immense réservoir d'eau et des citernes souterraines, des bains publics et des thermes ; deux églises ainsi qu'un sanctuaire interprété comme une synagogue. Dans cette synagogue de Tsippori (en) ont été mis au jour différentes mosaïques dont certains panneaux illustrent des scènes bibliques (sacrifice d'Isaac, visite des anges à Sarah), des objets nécessaires au rituel juif (menorahs, shofars) mais aussi une Roue zodiacale. Ces symboles juifs peuvent cependant être également polythéistes car le paganisme n'exclut pas l'emploi des symboles religieux du judaïsme qui, de son côté, proscrit tout usage d'emblèmes païens : cela peut suggérer que cet édifice était un sanctuaire païen.
Un musée est aménagé dans la tour des croisés à la fin des années 1990 pour montrer les découvertes archéologiques faites à Tsipori (verres, poteries, mosaïques).

## Personnages associés à la ville
Saffuriya est la ville de naissance du poète palestinien Taha Muhammad Ali.
Selon une tradition rapportée par le Talmud, rabbi Juda Hanassi décède à Tsippori.
Selon une légende chrétienne tardive, dont la critique historique a ôté toute prétention à l'historicité, Marie, mère de Jésus, serait née à Tsipori de ses parents réputés stériles, Anne et Joachim. Une église dédiée à sainte Anne est construite par les croisés sur ce lieu supposé de sa naissance : cet édifice est en ruines. Selon une autre tradition, Élisabeth, la cousine de Marie et la mère de Jean le Baptiste, donne naissance à ce dernier dans la ville de Tsipori.
Il est communément admis que Jésus est un Juif galiléen dont la famille est originaire de Nazareth, qui ne devait pas abriter plus de 400 habitants à son époque. Ce village était probablement insuffisant pour assurer la subsistance d'un charpentier, le métier traditionnellement attribué à Joseph, époux de Marie, mère de Jésus. Il est donc possible que Joseph et ses fils  aient offert leurs services (charpentier, vendeur de meubles, journalier) ou trouvé du travail à Tsipori, grande ville galiléenne de près de 30 000 habitants, voire participé à sa reconstruction programmée par Antipas, notamment celle de son théâtre de style grec qui pouvait accueillir 4 000 spectateurs. Cette dernière hypothèse, émise par l'archéologue Batey qui a fouillé à Tsipori, est controversée car la datation du théâtre a de grandes marges d'incertitude, son érection ne remontant probablement pas avant la fin du Ier siècle. Une autre hypothèse tout aussi hasardeuse du père Magnani, suggère dans ce contexte que Jésus a été géomètre. Certains auteurs imaginent un Jésus assistant à des représentations au théâtre de Tsipphori, se basant sur le fait qu'il semble familier du langage théâtral, car il utilise le terme grec spécifique ὑποκριτής (hypokritès, « acteur ») dix-sept fois dans le Nouveau Testament. Quoi qu'il en soit, ces légendes expliquent la présence d'une basilique chrétienne byzantine antérieure au IVe siècle, mise au jour par l'archéologue Leroy Waterman (he) en 1931.

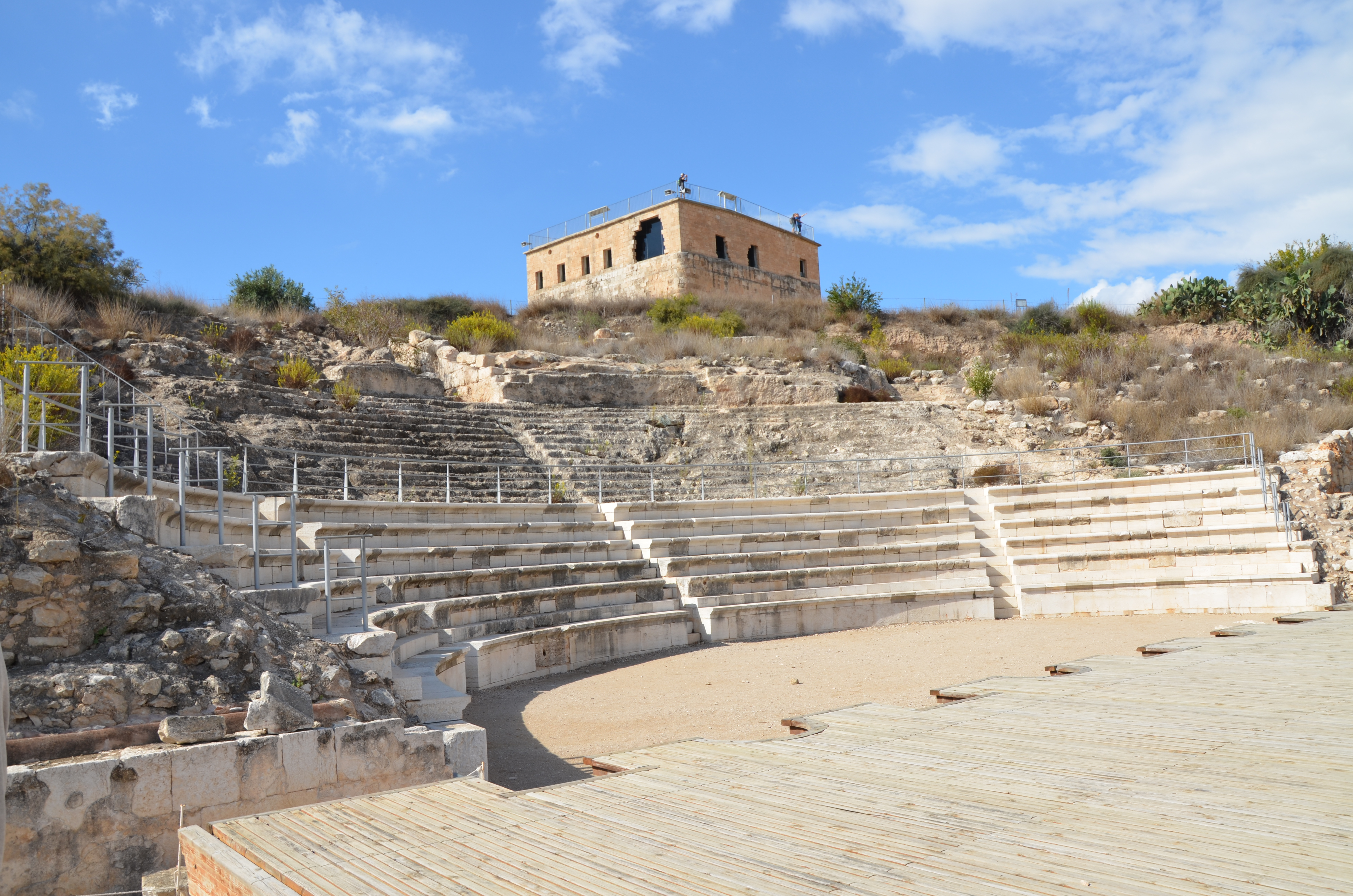
Théâtre romain et tour des croisés.
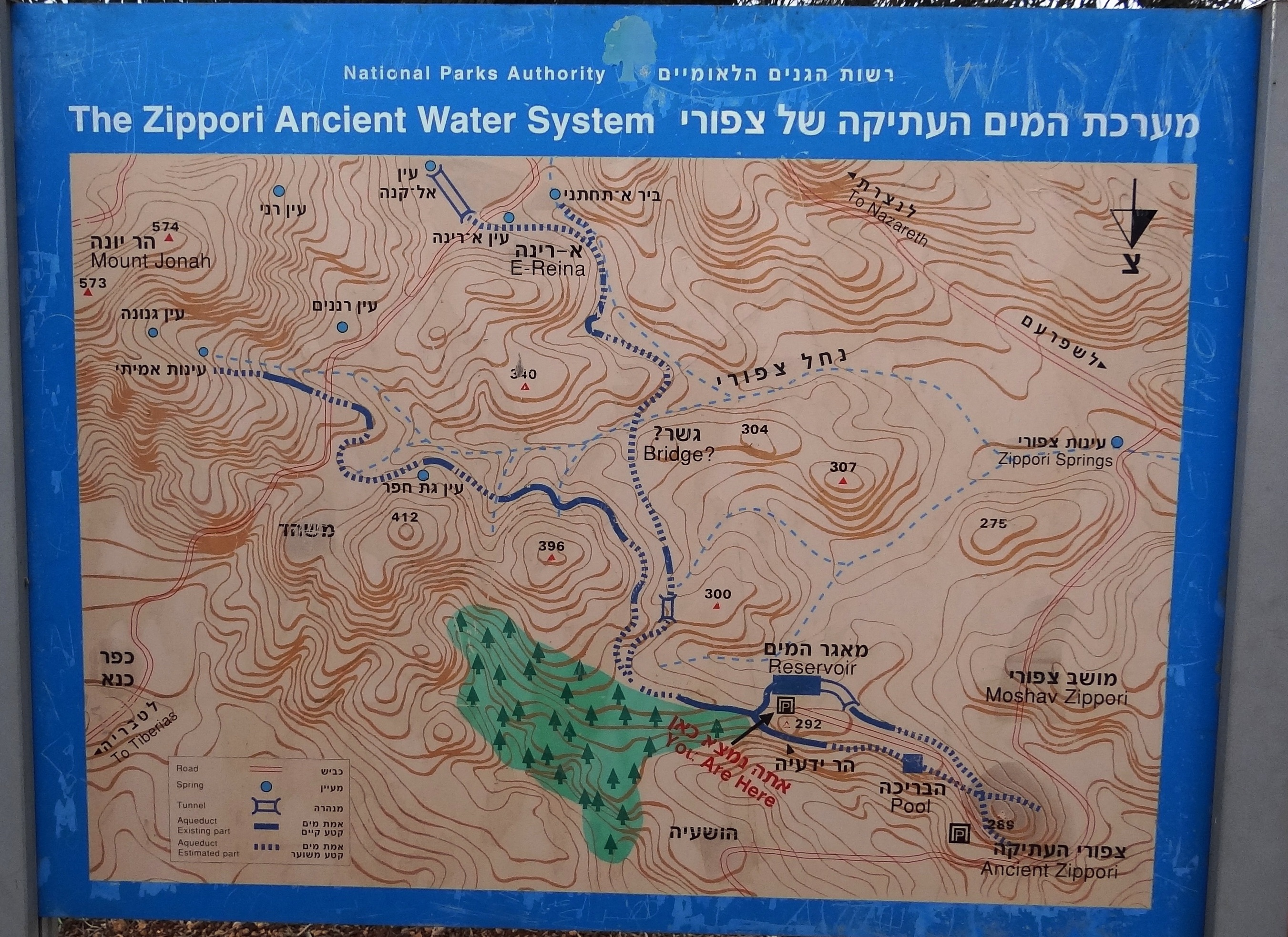
Carte montrant le système d'approvisionnement en eau de Tsippori.
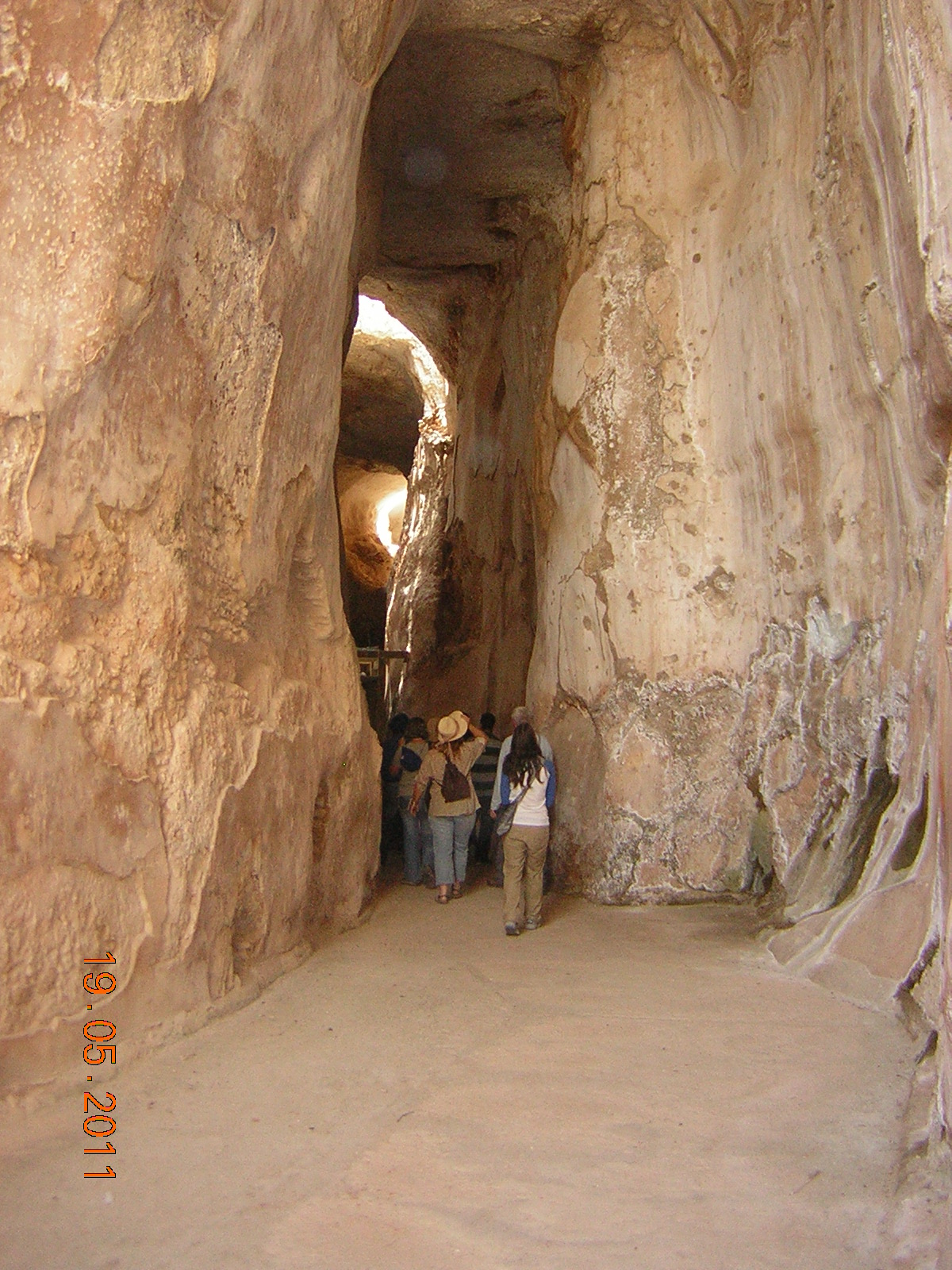
Réservoir d'eau creusé dans la roche calcaire, de 260 mètres de long et 10 mètres de haut.
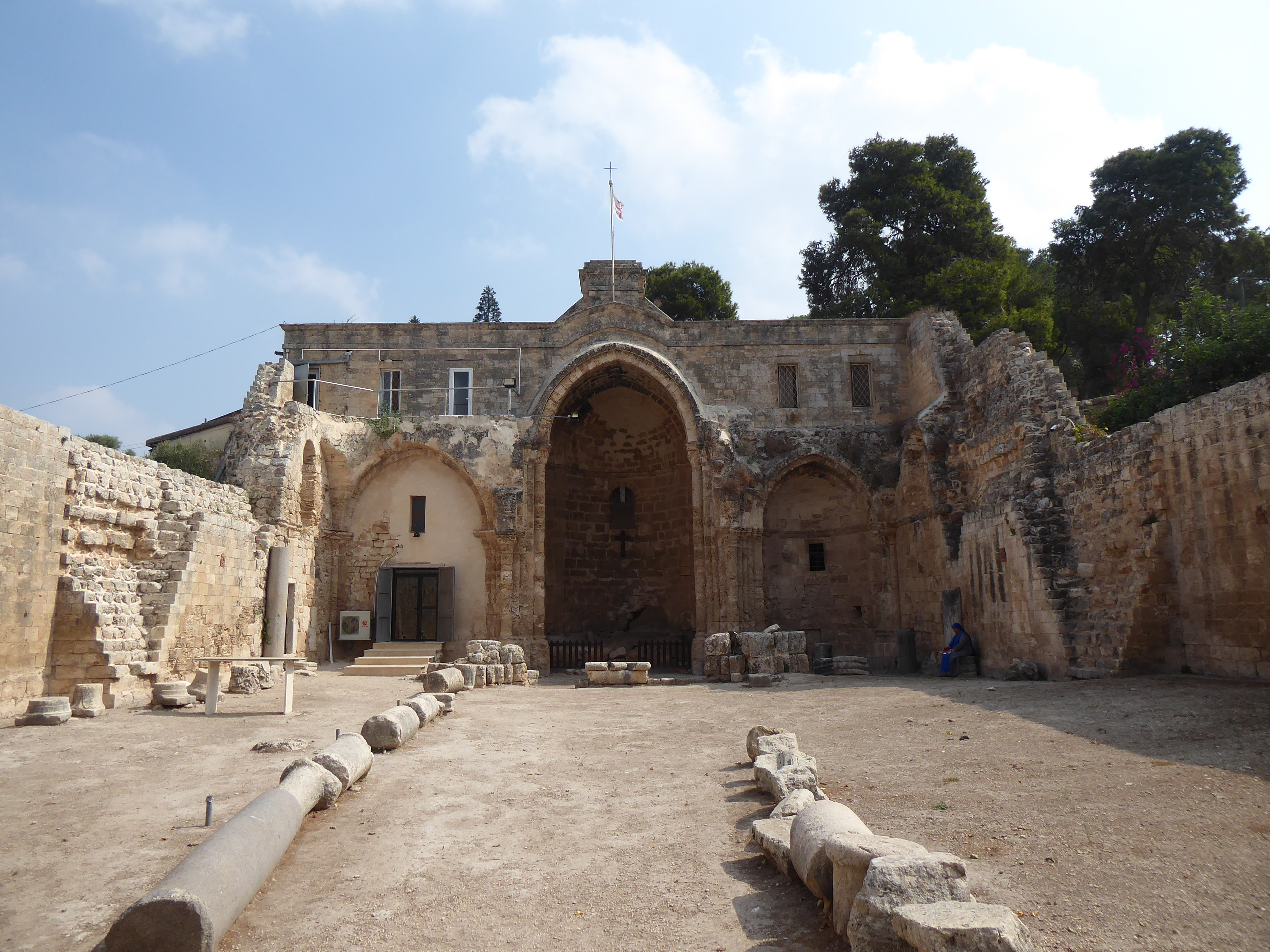
L'église Sainte-Anne.
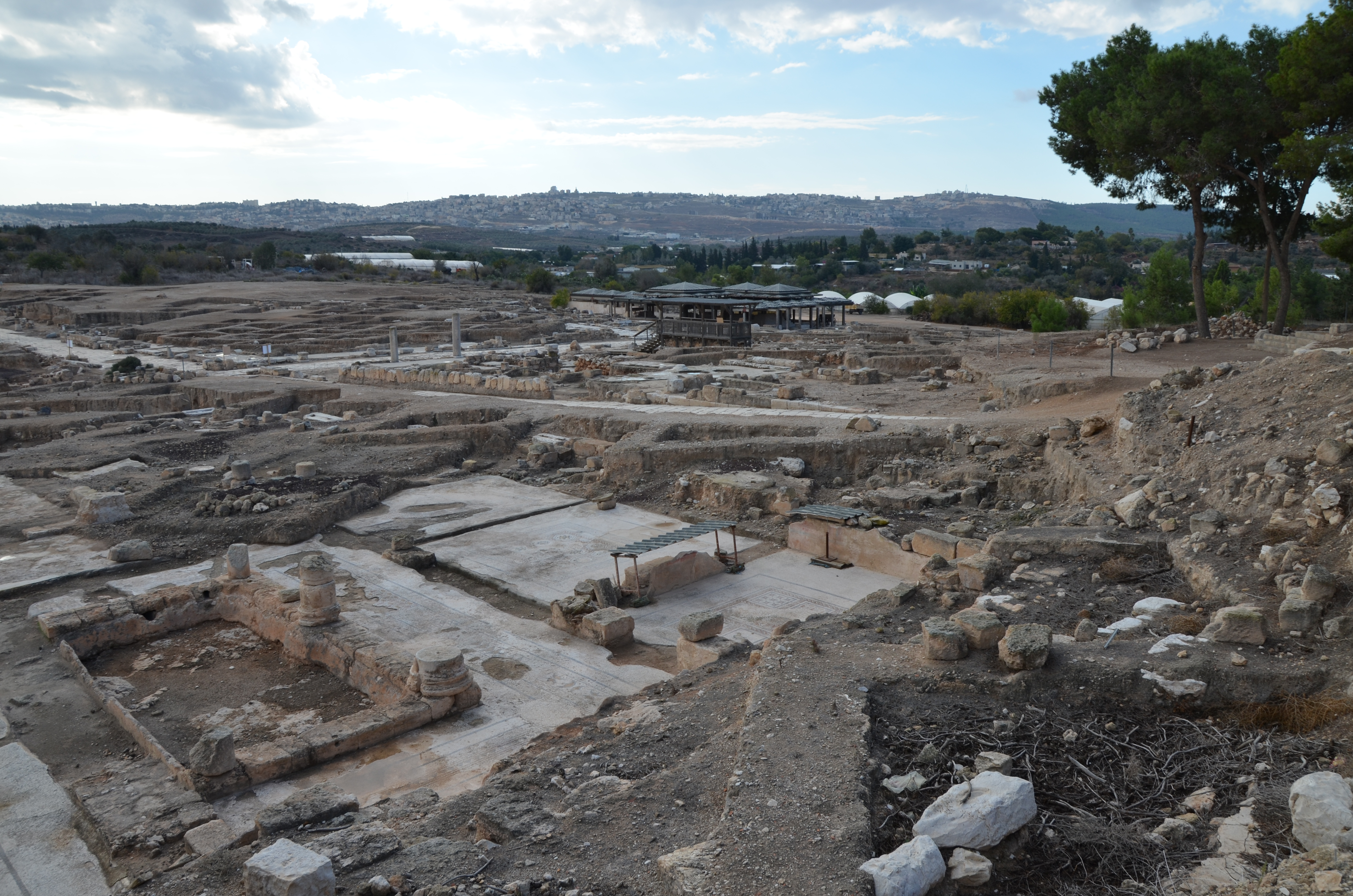
Quartier romain avec son cardo et decumanus ainsi que la « maison de la fête du Nil ».
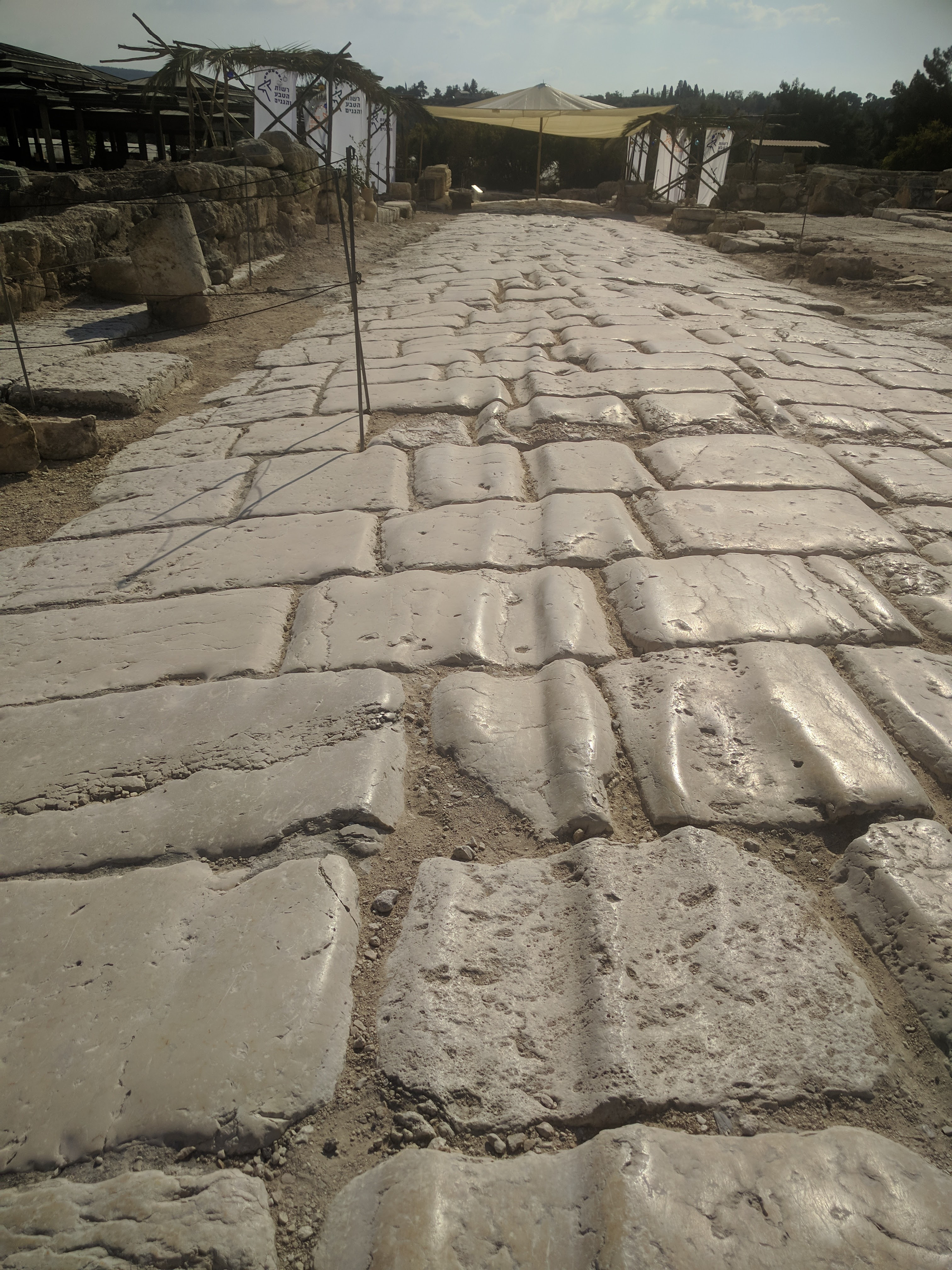
Cardo avec les habituelles ornières laissées par des roues de véhicules hippomobiles, à écartement normalisé.

## Galerie: les mosaïques

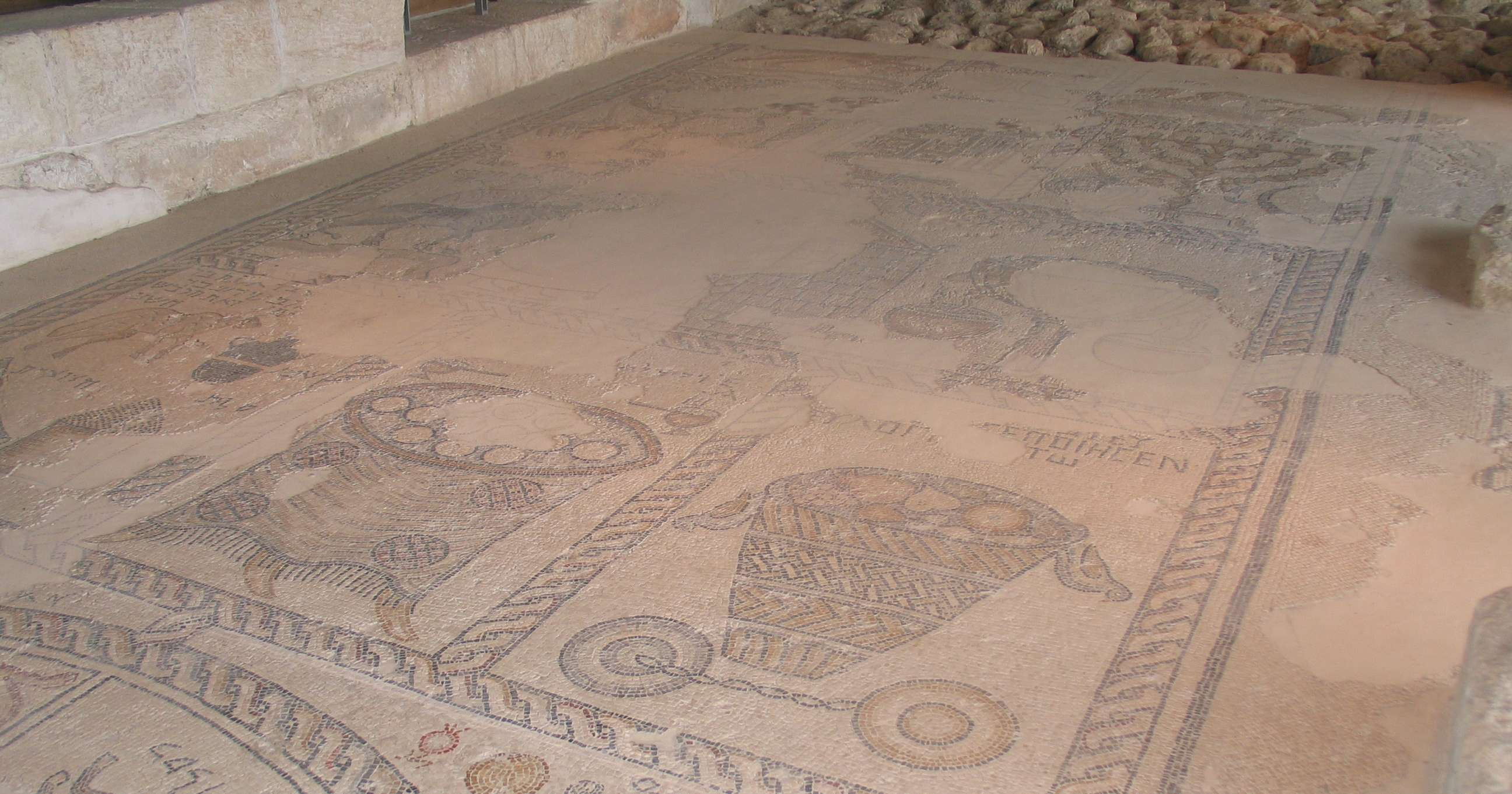
Le panneau en haut à droite montre une menorah[38].
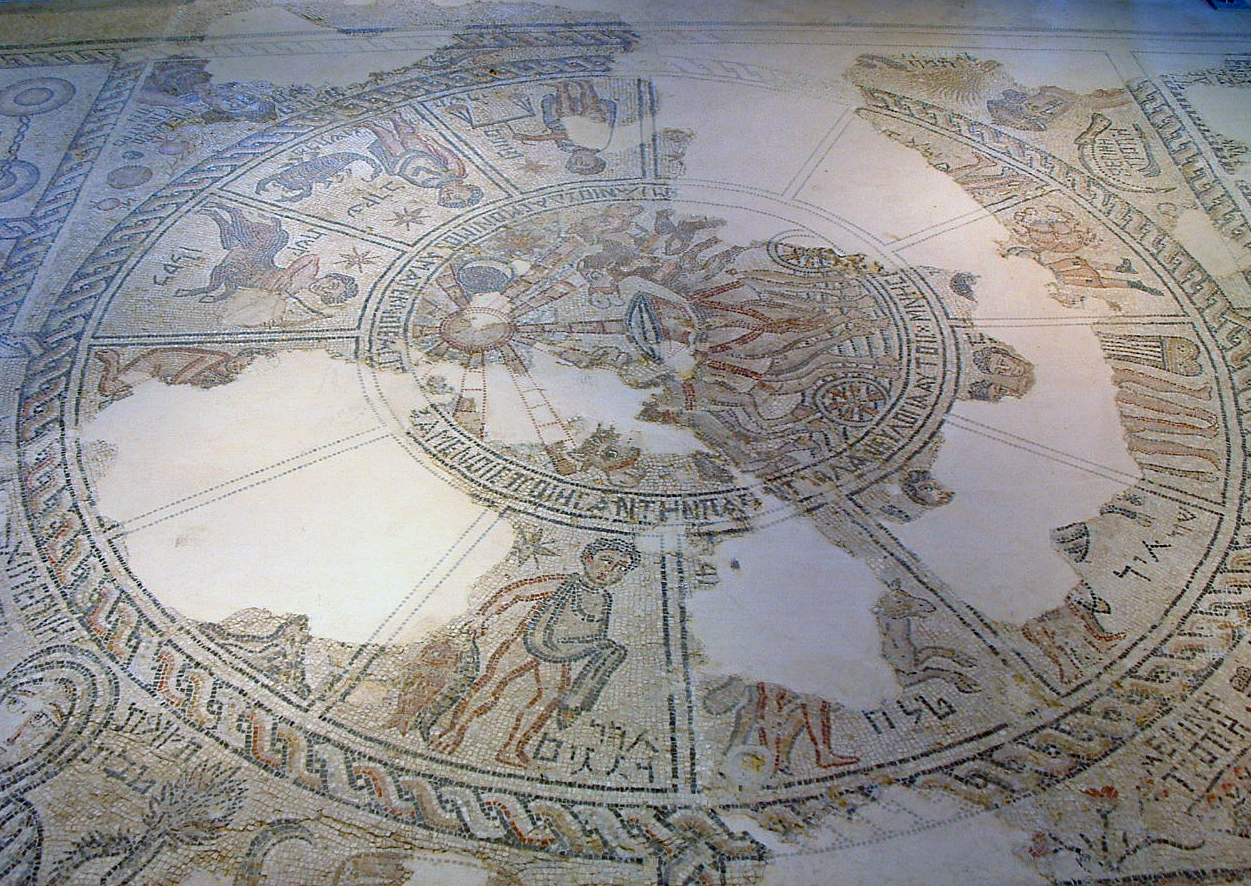
Roue zodiacale dans la synagogue de Tsippori (Ve siècle).
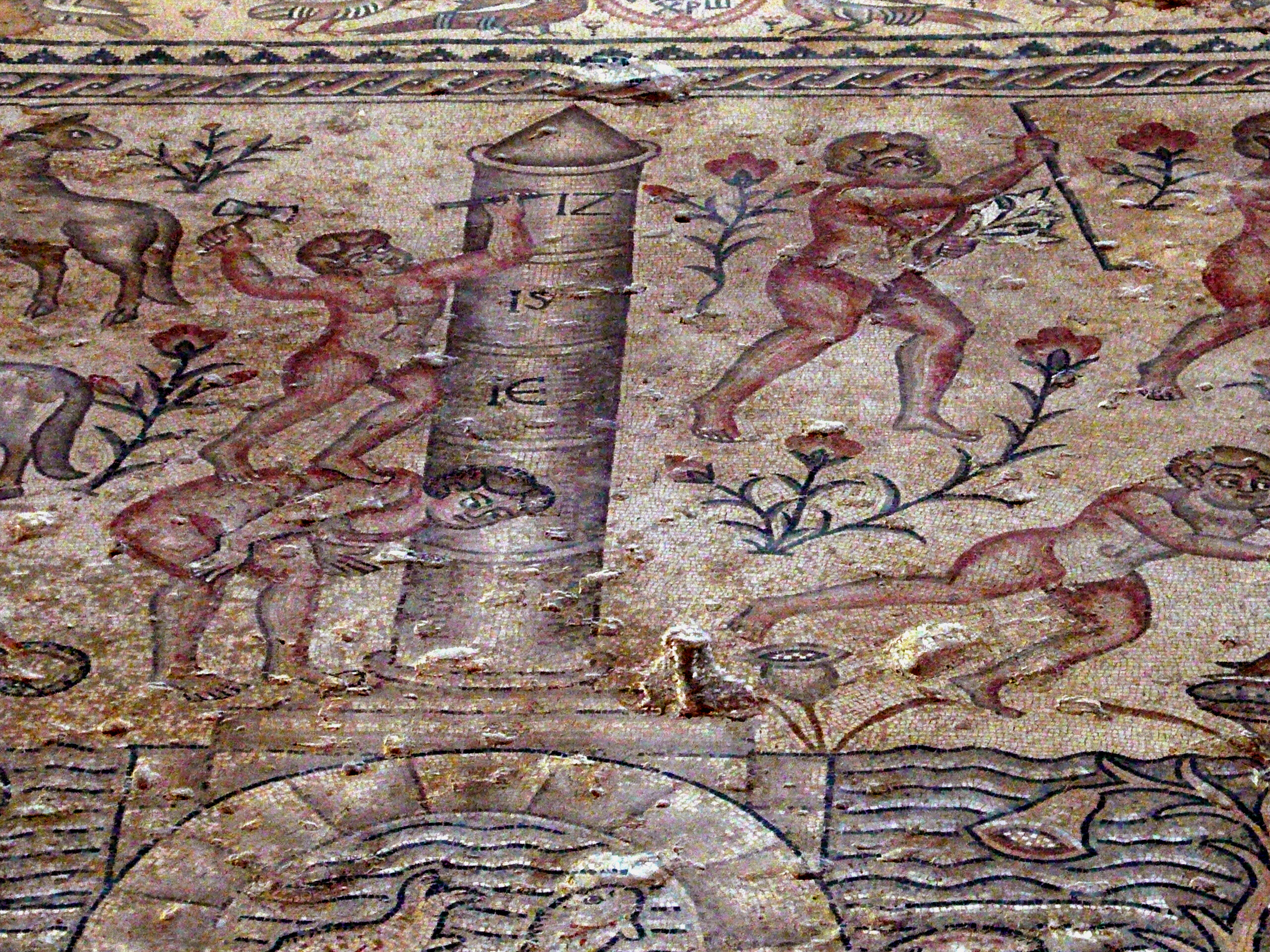
Mosaïque représentant un nilomètre.
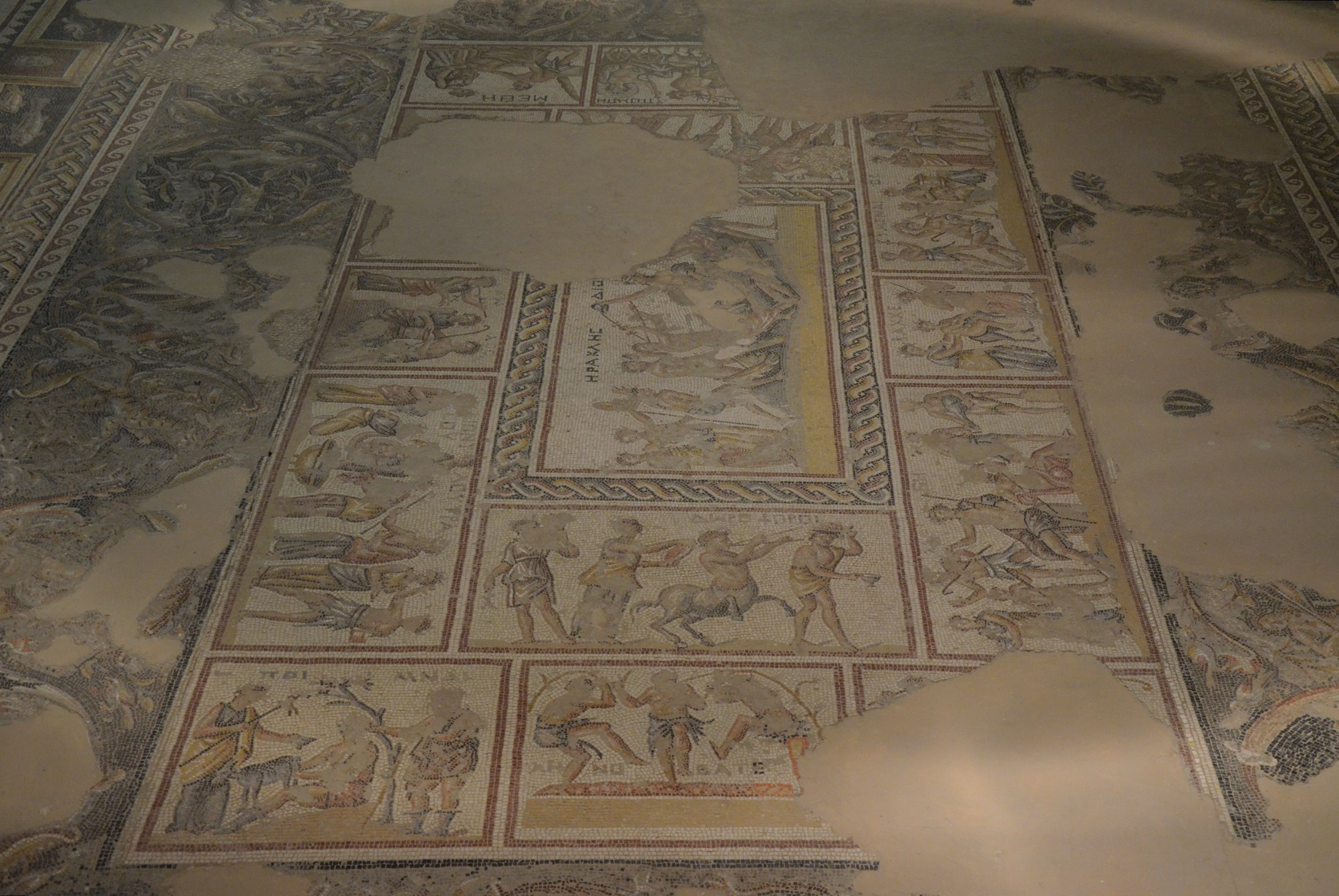
Mosaïque de Dionysos découverte en 1987[39].